# Windrush (wieś)
Windrush – wieś i civil parish w Anglii, w Gloucestershire, w dystrykcie Cotswold. W 2001 roku civil parish liczyła 106 mieszkańców. Windrush jest wspomniana w Domesday Book (1086) jako Wenric.